# Lymantria nephrographa
Lymantria nephrographa är en fjärilsart som beskrevs av Turner 1915. Lymantria nephrographa ingår i släktet Lymantria och familjen tofsspinnare. Inga underarter finns listade i Catalogue of Life.

## Bildgalleri

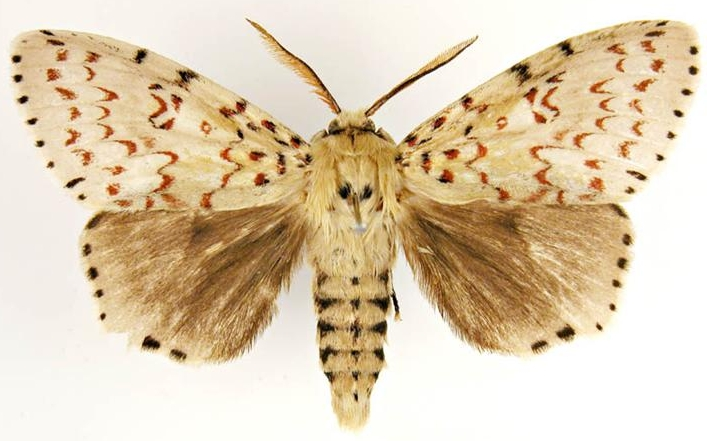
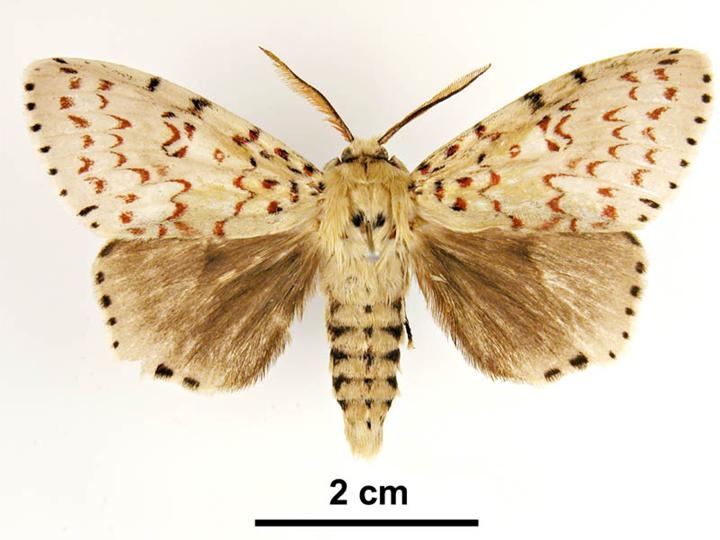